# Vinho de arroz

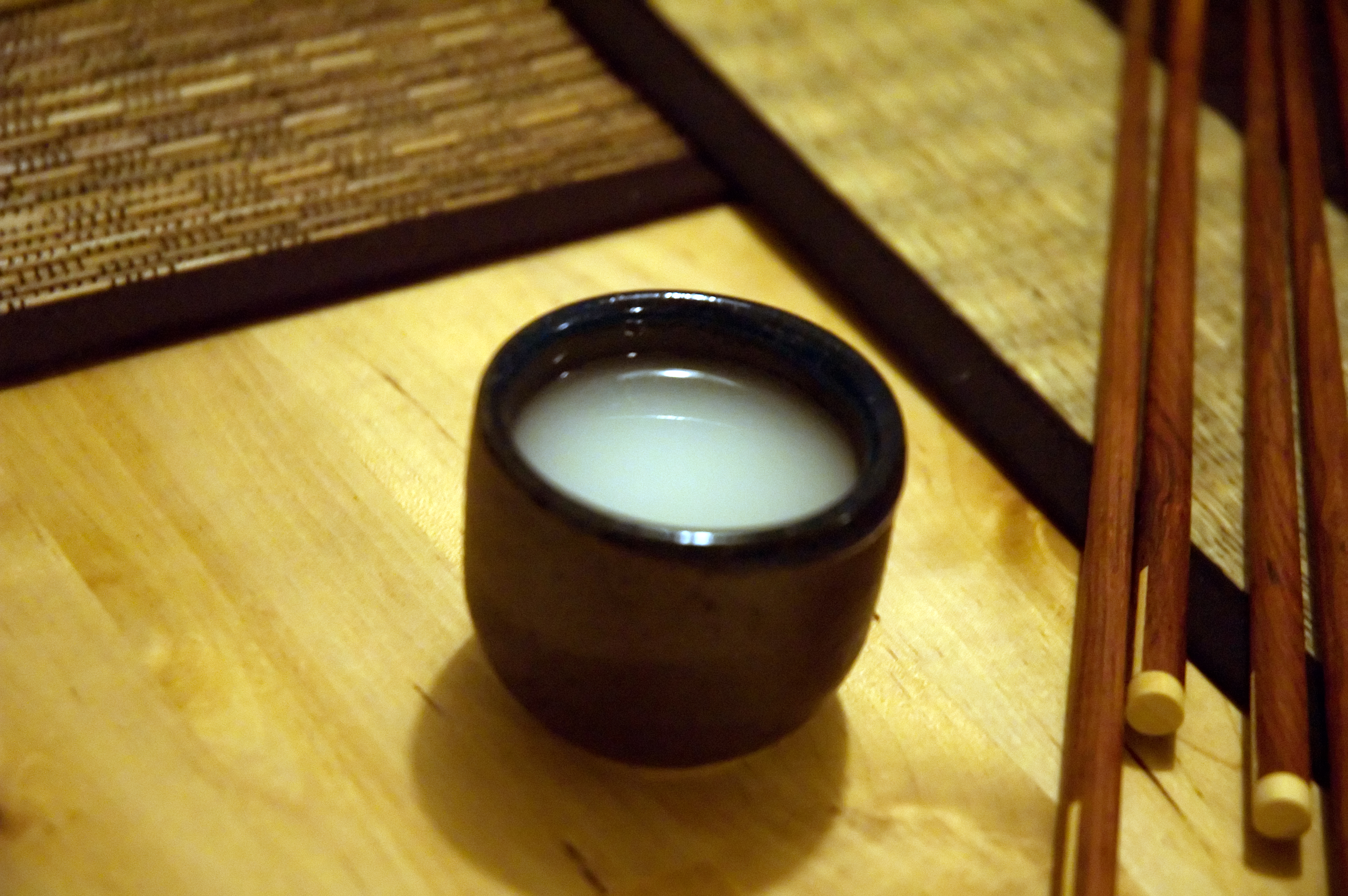
Uma taça de saquê nigori, um vinho de arroz japonês

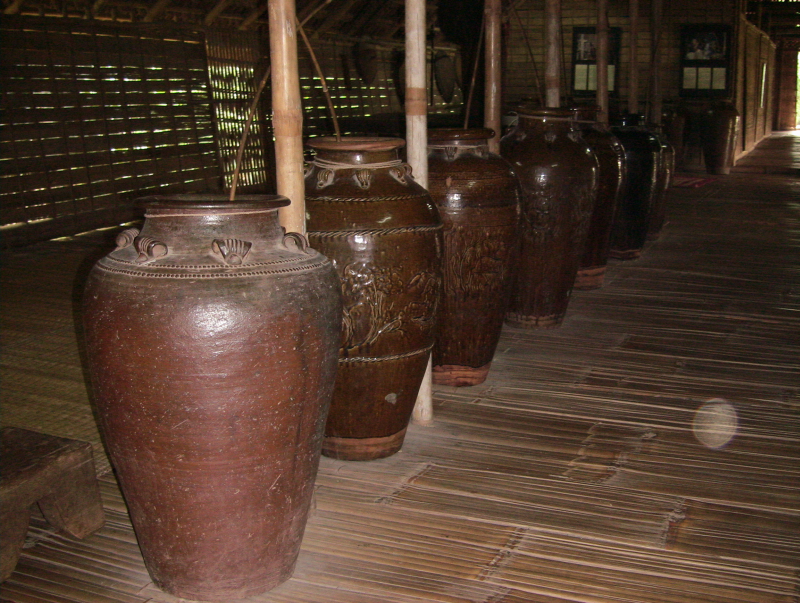
Rượu cần, vinho de arroz vietnamita

Vinho de arroz é uma designação aplicada a diversas bebidas alcoólicas fermentadas produzidas a partir de arroz, muito populares na Ásia, principalmente como ingredientes culinários. 
Ao contrário do vinho, que é feito através da fermentação de uvas doces e outras frutas, o vinho de arroz resulta da fermentação do amido de arroz, que o converte em açúcares. Este processo assemelha-se ao utilizado na produção de cerveja, em que se usam leveduras ou bactérias específicas.
As bebidas produzidas a partir de arroz têm normalmente uma taxa de álcool (18-25%)superior à do vinho (10-20%), que por sua vez possui uma taxa de álcool superior à da cerveja (3-8%).
O saquê japonês é um dos vinhos de arroz mais conhecidos. O cơm rượu é uma sobremesa vietnamita preparada com vinho de arroz.